# Gabriele Nießen
Gabriele Nießen (* 1964 in Düsseldorf) war von Februar 2020 bis Juni 2023 Bremer Staatsrätin für Stadtentwicklung, Wohnungsbau und Zentrales im Senatsressort Klimaschutz, Umwelt, Mobilität, Stadtentwicklung und Wohnungswesen.

## Biografie
Nießen studierte nach dem Abitur Raum und Umweltplanung und wurde Diplomingenieurin.
Von 1992 bis 2007 war sie für das Frankfurter Architektur- und Planungsbüro AS&P – Albert Speer & Partner als Stadtplanerin tätig. 2007 wechselte sie in die Stadt Eschwege (Hessen) und leitete bis November 2011 den Fachbereich Planen und Bauen.
Sie war dann von 2011 bis 2019 Bau- und Verkehrsdezernentin in Oldenburg. Ihre dienstliche Beziehung zum Oldenburger Oberbürgermeister Jürgen Krogmann (SPD) war angespannt; er schlug sie nicht für eine Wiederwahl im Oktober 2019 vor, was zu breiten Protesten führte. Deshalb wechselte sie und wurde im März 2019 Bürgermeisterin der Barockstadt Ludwigsburg und übernahm dort das neu geschaffene Ressort für Stadtentwicklung, Hochbau und Liegenschaften; ihren Wohnort Oldenburg hatte sie beibehalten. 
Nach weniger als einem Jahr wurde sie Anfang 2020 vom Senat der Freien Hansestadt Bremen zur Staatsrätin für Stadtentwicklung, Wohnungsbau und Zentrales im Senatsressort Klimaschutz, Umwelt, Mobilität, Stadtentwicklung und Wohnungswesen bei Senatorin Maike Schaefer (Grüne) als deren Stellvertreterin und Nachfolgerin von Jens Deutschendorf (Grüne) berufen. Mit dem Amtsantritt des Senats Bovenschulte II schied sie im Juli 2023 aus diesem Amt aus. Sie selbst ist parteilos. Seit 2024 ist sie in Oldenburg und Umgebung als freie Rednerin tätig, Schöffin am Landgericht Oldenburg und Mitglied im Gemeindekirchenrat der Thomas-Kirche in Oldenburg-Ofenerdiek sowie Mitglied im Albert-Speer-Symposium. 
Nießen ist verheiratet und hat drei Kinder.